# Liste der Monuments historiques in Dampierre-en-Montagne
Die Liste der Monuments historiques in Dampierre-en-Montagne führt die Monuments historiques in der französischen Gemeinde Dampierre-en-Montagne auf.

## Liste der Objekte
| Bezeichnung | Beschreibung                                                                         | Standort                       | Kennzeichnung | Schutzstatus | Datum | Bild |
| ----------- | ------------------------------------------------------------------------------------ | ------------------------------ | ------------- | ------------ | ----- | ---- |
| Antependium | Leder, bemalt und vergoldet, vergoldeter Holzrahmen, 17. Jahrhundert                 | in der Kirche St-Pierre (Lage) | PM21000717    | Classé       | 1913  |      |
| Hauptaltar  | Altartisch, Altaraufbau, Tabernakel und Exposition; Holz, vergoldet, 17. Jahrhundert | in der Kirche St-Pierre (Lage) | PM21000718    | Classé       | 1974  |      |